# Phyllodactylus tuberculosus
Espèce
Synonymes
- Phyllodactylus eduardofischeri Mertens, 1952
- Phyllodactylus magnus Taylor, 1942

Statut de conservation UICN

 LC  : Préoccupation mineure
Phyllodactylus tuberculosus est une espèce de geckos de la famille des Phyllodactylidae.

## Répartition et habitat
Cette espèce se rencontre au Mexique, au Guatemala, au Salvador, au Belize, au Honduras, au Nicaragua et au Costa Rica,. On la trouve du niveau de la mer jusqu'à 1 300 m d'altitude. Elle vit dans la forêt tropicale sèche et dans la forêt tropicale humide.

## Liste des sous-espèces
Selon The Reptile Database (13 février 2013) :
- Phyllodactylus tuberculosus ingeri Dixon, 1964
- Phyllodactylus tuberculosus magnus Taylor, 1942
- Phyllodactylus tuberculosus saxatilis Dixon, 1964
- Phyllodactylus tuberculosus tuberculosus Wiegmann, 1834

## Publications originales
- Dixon, 1964 : The systematics and distribution of lizards of the genus Phyllodactylus in North and Central America. New Mexico State University Science Bulletin, vol. 64, p. 1-139.
- Taylor, 1942 : Some geckos of the genus Phyllodactylus. University of Kansas science bulletin, vol. 28, no 6, p. 91-112 (texte intégral).
- Wiegmann, 1835 "1834" : Beiträge zur Zoologie gesammelt auf einer Reise um die Erde. Siebente Abhandlung. Amphibien. Nova Acta Physico-Medica, Academiae Caesarae Leopoldino-Carolinae, Halle, vol. 17, p. 185-268 (texte intégral).